# ايسلا دي ميبو
ايسلا دي ميبو (بالإنجليزية: Isla de Maipo)‏ هي بلدية في تشيلي وتقع في محافظة تالاجانت يقدر عدد السكان في
ايسلا دي ميبو، بـ 25,798 نسمة ومساحتها 188.7 كم2 .